# Reg Calvert
Pearce Reginald Hartely Calvert (* Juni 1928 in Spilsby, Lincolnshire, England; † 21. Juni 1966 in Wendens Ambo, Essex, England) war ein britischer Musiker, Musikmanager und Radiopirat. Er wird als einer der Pioniere der frühen britischen Rockszene sowie der Offshore-Radio-Szene angesehen. Calvert war seit 1946 mit der gleichaltrigen Dorothy Calvert geborene Rowe verheiratet, mit der er zwei Töchter hatte.

## Konzertveranstalter und Manager
Calvert war der Sohn von Ada Calvert und Edward Pearce. Beide waren Berufsmusiker. Er wuchs bei seinen Großeltern in Huddersfield auf, während seine Mutter – ungewöhnlich für diese Zeit – ihre berufliche Tätigkeit als Saxophonistin und Klarinettistin weiter ausübte, unter anderem zusammen mit Ivy Benson. Calvert war gelernter Friseur. 1946 wurde er zur britischen Armee eingezogen. Er diente im Standort Catterick als Friseur und lernte den ebenfalls dort stationierten John Dankworth kennen, in dessen Kapelle er Saxophon, Klarinette und Klavier spielte. Nach seiner Entlassung aus der Armee lebte er mit seiner Familie als fliegender Süßwarenhändler auf Festplätzen. Zusätzliche Einnahmen erzielte er durch abendliche Auftritte als Pianist in Musikclubs. Er galt als einfallsreicher, opportunistischer und ehrgeiziger Unternehmertyp. Zeitweise betrieb er einen Süßwarenladen in Southampton, er handelte und experimentierte mit ausgemusterten Militärfunkgeräten, arbeitete als Techniker und verkaufte selbst hergestellte Marmelade. Mit zunehmender Popularität des Rock ’n’ Roll begann er in den 1950er Jahren, Rock 'n 'Roll-Tanzveranstaltungen zu organisieren. Mitte der 1950er Jahre war er erfolgreicher Manager mehrerer Tanzlokale in den englischen Midlands, für die er ständig neue Musiker und Bands suchte und engagierte.
Viele seiner Musiker lebten in seinem Haus „Clifton Hall“ in der Nähe von Rugby, in dem auch Probemöglichkeiten bestanden. Unterbringung und Verpflegung waren Teil des Gehalts der Musiker. In seinem alten Haus in Southampton betrieb er eine Druckerei, die seine Flugblätter und Veranstaltungsplakate druckte. Da Calvert immer mehr namhafte Bands betreute, darunter die Gruppen The Fortunes und Pinkerton’s Colours, gründete er zusammen mit seinem Partner Terry King die Künstleragentur „King's Agency“ mit Sitz im Londoner Stadtteil Camden (7 Denmark Street, London WC2). Im Mai 1962 engagierte er erstmals den Musiker Screaming Lord Sutch und dessen Band The Savages. Auf der Minitour debütierten Carlo Little und Ritchie Blackmore, Mitglieder von Sutchs Band. Calvert betreute in der Folge Sutch als dessen Manager.
Um die Popularität des für sein exzentrisches Auftreten bekannten Screaming Lord Sutch zu steigern, riet Calvert diesem 1963, sich im Gefolge der Profumo-Affäre in Stratford-upon-Avon als Wahlkandidat aufstellen zu lassen. Calverts Frau Dorothy entwickelte ein Wahlprogramm für ihn, das auch die Forderung nach Herabsetzung des Wahlalters auf 18 Jahre (Votes for 18 year olds) enthielt. Von diesem Zeitpunkt an trat Sutch bis zu seinem Tod immer wieder als Kandidat bei Wahlen in Großbritannien an, größtenteils mit satirischen Wahlkampagnen und absurden Forderungen.

## Radiopirat

### Radio Sutch
Siehe Hauptartikel →Radio Sutch

1964 beschlossen Calvert und Sutch, als weitere Werbekampagne einen eigenen Piratensender zu gründen. Der Sender „Radio Sutch“ wurde pressewirksam vorgestellt. Um die britischen Rundfunkbestimmungen zu umgehen, die private Rundfunksender nicht vorsahen, wurde von einem Fischereischiff aus gesendet, sobald dieses die britischen Hoheitsgewässer verlassen hatte. Bereits nach zwei Wochen stand das Schiff als Sendeplattform nicht mehr zur Verfügung, so dass der Sender auf den außerhalb der britischen Hoheitsgewässer liegenden aufgegebenen Militärstützpunkt Shivering Sands auswich und diesen ohne Erlaubnis als Sendeplattform benutzte. Calvert war damit der erste Rundfunkpirat, der von einer künstlichen Insel auf hoher See aus sendete. Im Herbst 1964 verlor Sutch sein Interesse an dem Sender und verkaufte seinen Anteil an Calvert, der sich mit seiner Rolle als Betreiber eines Musiksenders zunehmend identifizierte.

### Radio City
Siehe Hauptartikel →Radio City

Nachdem Calvert den Sender vollständig übernommen hatte, modernisierte er die Technik und betrieb ihn unter dem Namen „Radio City“ weiter. Auch seine Frau und seine beiden Töchter wirkten, u. a. als DJs, aktiv am Sendebetrieb mit. „Radio City“ gehörte zu den namhaften Offshore-Radios.

### Fusionspläne
Seit September 1965 führte Calvert Gespräche mit anderen Piratensendern mit dem Ziel einer Fusionierung. Seine Gesprächspartner waren zunächst die Betreiber von Radio Caroline South, die sich ebenfalls auf Shivering Sands niederlassen wollten, um die hohen Betriebskosten ihres Schiffs zu sparen. Die Gespräche waren weit fortgeschritten, teilweise strahlte Calvert bereits Sendungen für Radio Caroline aus, und ein neuer, stärkerer Sender wurde nach Shivering Sands gebracht. Da die Verhandlungen jedoch stagnierten, nahm Calvert Kontakt mit den Betreibern von Wonderful Radio London, auch bekannt als Big L, auf. Man kam überein, gemeinsam einen neuen Sender namens „United Kingdom Good Music“ (UKGM) zu gründen, der auf Shivering Sands betrieben werden sollte. Darüber brach mit Calverts vorherigen Gesprächspartnern ein Streit aus, der einen tragischen Ausgang nahm.

## Tod
1966 kam es zum offenen Konflikt zwischen Calvert und dem Radio Caroline South-Interessenten Oliver Smedley. In der Absicht, Radio City und Radio Caroline South zu fusionieren, hatte Smedley eine Sendeanlage finanziert, die bereits nach Shivering Sands geliefert worden war und Sendungen für Radio City und Radio Caroline South ausstrahlen sollte. Als sich abzeichnete, dass die Fusion nicht zustande kommen würde, da Calvert inzwischen mit anderen Parteien verhandelte und Radio Caroline South insolvent geworden war, eskalierte die Auseinandersetzung. Von Smedley angeworbene Hafenarbeiter drangen in der Nacht zum 20. Juni in die Sendestation ein und demontierten Teile der Anlage, womit sie Radio City außer Betrieb setzten. Calvert stürmte am späten Abend des 21. Juni in Smedleys Haus, um ihn zur Rede zu stellen. Es entwickelte sich eine tätliche Auseinandersetzung, in deren Verlauf Smedley seinen Kontrahenten erschoss, als dieser eine Angestellte mit einer Statue bedrohte. Bei Calvert fand die Polizei später ein Reizgassprühgerät. Smedley wurde freigesprochen, das Gericht erkannte auf Notwehr.
Calverts Grab befindet sich auf dem St.-Peter's-Friedhof in Dunchurch nahe Rugby. Er hinterließ eine Frau und zwei Töchter.

## Sonstiges
- Der gewaltsame Tod Calverts im Streit um den Betrieb eines Piratensenders trug wesentlich zur Verabschiedung des „Marine And Broadcasting Offences Act“ bei. Dadurch wurde eine Gesetzeslücke geschlossen, die ein Vorgehen gegen die Piratensender bis dahin rechtlich unmöglich gemacht hatte. Der Abgeordnete Hugh Jenkin erklärte im englischen Parlament: „Die außergewöhnlichen und tragischen Ereignisse der letzten 24 Stunden haben jedermann verdeutlicht, daß Piraterie Piraterie bleibt.“[11]
- Calverts Witwe Dorothy betrieb „Radio City“ weiter, bis sie 1967 nach dem oben genannten Gesetz angeklagt und gezwungen wurde, den Sender zu schließen.
- Der Tod Calverts und die Gesetzesänderung leiteten eine Entwicklung ein, die das rasche Ende der Offshore-Radio-Szene herbeiführte. Gleichzeitig begann sich jedoch der BBC-Rundfunk für Populärmusik zu öffnen. Zahlreiche aus der Piratensenderszene bekanntgewordene DJs kamen beim öffentlich-rechtlichen Rundfunk unter.
- Dorothy Calvert verstarb am 21. Februar 2010 im Alter von 81 Jahren.[12] Sie ist an der Seite ihres Mannes beerdigt.
- Calverts Tochter Susan Moore veröffentlichte 2014 das Buch Popcorn To Rock'N'Roll, in dem sie die Geschichte der Familie Calvert und ihrer Tätigkeit als Radiopiraten erzählt.[2]

## Verweise
1. 1 2  Pearce Reginald Hartley “Reg” Calvert in der Datenbank Find a Grave, abgerufen am 9. Januar 2023.
2. 1 2  Andrew Hirst: Amazing story of pop band and pirate radio station manager Reg Calvert who was shot dead in 1966. The Huddersfield Examiner, 8. Oktober 2014, abgerufen am 22. Oktober 2017 (englisch).
3. ↑  Adrian Johns: Death of a Pirate; British Radio and the Making of the Information Age. W. W. Norton & Company, New York 2011, ISBN 978-0-393-34180-5, S. 245 (englisch).
4. ↑  Adrian Johns: Death of a Pirate; British Radio and the Making of the Information Age. W. W. Norton & Company, New York 2011, ISBN 978-0-393-34180-5, S. 145–146 (englisch).
5. ↑  Dorothy Calvert: rock’n’roll entrepreneur and pirate radio pioneer. The Times, 8. März 2010 (Memento vom 24. Mai 2010 im Internet Archive).
6. ↑  The Pirate Radio Hall of Fame. offshoreradio.co.uk, abgerufen am 26. Januar 2011.
7. ↑  Adrian Johns: Death of a Pirate; British Radio and the Making of the Information Age. W. W. Norton & Company, New York 2011, ISBN 978-0-393-34180-5, S. 1–12 (englisch).
8. ↑  Tom Edwards: My stormy life aboard the boat that rocked Britain. Mail online, 28. Februar 2009, abgerufen am 26. Januar 2011.
9. ↑  Edward Ian Armchair: Reg Calvert. Tamworth Bands, abgerufen am 26. Januar 2011 (englisch).
10. ↑  William Oliver SMEDLEY: manslaughter of Pearce CALVERT (Director of pirate radio station Radio City) on 21 June 1966, at Wendens Ambo, Essex. Not guilty. Auszug aus dem National Archive, abgerufen am 26. Januar 2011
11. ↑  Rachel Lewis: How Pirate Radio Ships Paved the Way for Britain's Rock 'n' Roll Revolution. Time, 28. September 2017, abgerufen am 22. Oktober 2017 (englisch).
12. ↑  Dorothy Calvert: rock’n’roll entrepreneur and pirate radio pioneer. The Times, 8. März 2010, abgerufen am 26. Januar 2011.

| Personendaten    | Personendaten                                         |
| ---------------- | ----------------------------------------------------- |
| NAME             | Calvert, Reg                                          |
| ALTERNATIVNAMEN  | Calvert, Pearce Reginald Hartley (vollständiger Name) |
| KURZBESCHREIBUNG | britischer Musiker, Musikmanager und Radiopirat       |
| GEBURTSDATUM     | Juni 1928                                             |
| GEBURTSORT       | Spilsby, Lincolnshire, England                        |
| STERBEDATUM      | 21. Juni 1966                                         |
| STERBEORT        | Wendens Ambo, Essex, England                          |